# Penthicodes haupti
Penthicodes haupti är en insektsart som beskrevs av Schmidt 1923. Penthicodes haupti ingår i släktet Penthicodes och familjen lyktstritar. Inga underarter finns listade i Catalogue of Life.